# Audace Football Club
L'Audace Football Club meglio nota come Audace Taranto, è stata una società di calcio italiana di Taranto, attiva nella prima metà del Novecento.
Nacque nel 1911 e negli anni venti disputò la Prima Divisione della Lega Sud, massima competizione calcistica per le formazioni meridionali dell'epoca, laureandosi due volte campione pugliese. Sciolto nel 1927, fu rifondato nel 1944 e dopo aver disputato un campionato in Serie C, nel 1946 si fuse la seconda volta con il club concittadino rivale della Pro Italia, ridando vita, come nel '27, al Taranto.

## Storia

### 1911-1927

#### La nascita e il primo decennio (1911-1921)
Fonti
Il club fu fondato a Taranto con il nome Audace Foot-Ball Club, nel febbraio del 1911 da un gruppo di studenti composto da Giovanni Sardella, principale fondatore, Giuseppe Schinaia, Manlio Voglino e Giuseppe Scotti; come colore sociale fu scelto il rosso. Inizialmente la squadra giocava a football nei giardini di Villa Peripato, poi si spostò nella Piazza d'armi adiacente l'Arsenale Militare Marittimo di Taranto, dove già si allenavano e giocavano i footballer della Pro Italia, un'altra compagine tarantina fondata sette anni prima; con questi maturò col tempo una forte rivalità, culminata nel passaggio del rosso Vannucci ai bianco-verdi della Pro. Fra i primi calciatori audaciani, i più ricordati sono, oltre ai fondatori Sardella e Scotti, lo stesso Vannucci, i fratelli Francesco e Gaetano De Pasquale (anch'essi poi passati alla Pro Italia), Esposito, Rossi, Soldano, Costantini, Giorgi, Causarano e Amendolito.
Nei primi anni d'attività, nei vari tornei regionali non ufficiali disputati, l'Audace non s'impose come i concittadini proitaliani, per via della giovane età dei suoi calciatori e le insufficienti risorse a disposizione.

Nel 1915 la formazione rossa iniziò a utilizzare con la Pro Italia il Campo Allievi Operai dell'arsenale marittimo.
Il 27 giugno 1920, su un terreno presso il "Monte delle vacche" (dove successivamente sorse l'ospedale civile), nel primo match contro la Pro Italia giocato dopo la grande guerra gli audaciani batterono i più blasonati concittadini per tre reti a zero, aggiudicandosi l'intero incasso e il pallone della gara; da quel momento non ci fu più una netta predominanza di una formazione sull'altra.

Una fotografia dell'Audace in formazione nel 1922.

#### Gli anni della Prima Divisione (1921-1927)
Nel 1921 il comitato pugliese della CCI, appena scissa dalla FIGC, organizzò il proprio girone regionale di Prima Divisione, la massima serie del tempo, a cui l'Audace s'iscrisse assieme ai rivali della Pro Italia, al concittadino Veloce Foot-Ball Club e ai baresi del Liberty; la squadra rossa vinse il girone con un punto di vantaggio sui proitaliani. Battuto 1-0 il Palermo nel primo turno delle finali di Lega Sud, nella finale contro la Fortitudo di Roma si ritirò dal campo per protesta contro l'arbitro, 8 minuti prima della fine del secondo tempo regolamentare, perdendo 4-1. Il 17 aprile 1922, i rossi ospitarono il Milan in amichevole, perdendo l'incontro per 0-4.

Nella stagione 1922-1923, in cui il campionato pugliese tornò ad essere gestito dalla FIGC, gli audaciani terminarono al 3º posto il girone pugliese.
Nelle cronache del tempo i calciatori dell'Audace sono descritti come irruenti e focosi.
Nell'anno sportivo 1923-1924 giunse per i diavoli rossi (così sono chiamati i calciatori audaciani, nel giugno del 1924 dalla Gazzetta di Puglia) il secondo primato regionale, con un punto di vantaggio sulla barese Ideale; classificatisi primi nel rispettivo girone semifinale, a pari punteggio con l'Alba Roma, persero con questa per 2-0 lo spareggio di accesso alle finali. Il centravanti Manzoni, fino ad allora capitano, aveva disputato la terza e ultima stagione nell'Audace.
Dal 1925 i rossi iniziarono a disputare le gare interne nel motovelodromo Corvisea, inaugurato il 14 ottobre 1923; questo stadio arrivò a disporre di circa 8.000 posti a sedere e fu intitolato successivamente a Valentino Mazzola, in memoria del campione che fu una delle vittime della tragedia di Superga.
L'Audace chiuse le due stagioni seguenti in terza posizione; nell'estate del 1926 il fondatore Giovanni Sardella lasciò la prima squadra.

Una fotografia dell'incontro di Prima Divisione Liberty-Audace del 24 gennaio 1926, disputato a Bari, in casa dei libertiani (che vinsero 2-0). Gli atleti dell'Audace sono in maglia bianca.

Per la stagione 1926-1927, la Lega Sud, che fino ad allora aveva organizzato i campionati centro-meridionali, fu soppressa, e la Prima Divisione meridionale fu riqualificata in un unico girone interregionale preliminare, a dieci squadre, come parte della seconda serie nazionale; la compagine tarantina lo terminò al terzultimo posto. In queste ultime tre stagioni la formazione era uscita sempre battuta nei derby con la Pro Italia.
Nella prima decade del luglio 1927, il nuovo Ente Sportivo della Provincia di Taranto dispose la fusione delle due maggiori società calcistiche della provincia stessa, Audace F.B.C. e Società Sportiva Pro Italia, nell'"Associazione Sportiva Taranto"; sensali dell'unione il Prefetto Albini e il Segretario della Provincia Cesare Blandamura, quest'ultimo già presidente audaciano nel biennio 1923-1925. La fusione fu annunciata dalla Gazzetta di Puglia il 9 luglio 1927, mentre la sera di tre giorni dopo, al teatro Apollo di Taranto fu presentata la nuova dirigenza. Il club, che avrebbe portato i colori del Comune, rosso e blu, si dichiarò creato <<secondo le direttive e i propositi del Partito fascista>>, anche per sopperire alla liquidità non elevata delle due società sportive in quegli ultimi anni (sempre stando, sinteticamente, a quanto affermava lo stesso proclama).

### Dalla rifondazione alla seconda fusione nell'A.S. Taranto (1944-1946)
Nel 1944, sul finire della seconda guerra mondiale, con il Sud Italia liberato dai nazifascisti i dirigenti dell'U.S. Taranto, considerandolo creatura del regime, lo rinominarono Audace Football Club 1911. Fu allestita una rosa comprendente diversi giocatori della Serie A rifugiati nel Meridione e qualche veterano delle serie maggiori, iscrivendola al Campionato nazionale misto della FIGC. Ai nastri di partenza i rossi tarantini erano i favoriti assieme al Bari; dopo aver ricavato 19 punti in 14 gare furono esclusi per intemperanze del proprio pubblico nella seconda gara di ritorno (il campionato misto, già compromesso da varie vicissitudini, fu in seguito invalidato dalla Federazione).
Il club rosso ereditò il titolo sportivo per partecipare alla Serie C 1945-1946. Nel 1946, gli audaciani (che avevano perso tutti gli atleti delle categorie maggiori, ingaggiati per il torneo misto) terminarono il proprio girone del campionato centro-meridionale di terza serie in 3ª posizione, e furono ammessi in Serie B per delibera della Lega Centro-Sud; la Pro Italia terminò settima, rimanendo in C.

L'Audace non disputò il campionato cadetto successivo: il 14 giugno 1946 la proprietà accordò con la Pro Italia una nuova, definitiva fusione nell'A.S. Taranto, unendo le risorse nell'intento di soddisfare maggiormente le aspirazioni della cittadinanza sportiva. Il Taranto usò il titolo di Serie B in dote dall'Audace; almeno nove calciatori della nuova rosa rosso-blu provennero dalla squadra audaciana.

## Colori e simboli

### Colori
Le fonti disponibili, compreso il testo "I colori del Calcio" del giornalista ed editore Carlo Fontanelli, indicano come colore sociale del sodalizio il rosso; il soprannome della squadra "diavoli rossi", utilizzato dalla Gazzetta del Mezzogiorno (già "Gazzetta di Puglia") il 1º giugno 1924 e ripreso dallo storico del Calcio barese Gianni Antonucci nel suo "90 Bari", avvalorerebbero questo dato. Il sito internet tarantino di approfondimento storico "Miky e Genny", afferma che non molto tempo dopo la fondazione, quando la sede sociale fu spostata in via Regina Margherita, il colore sociale fu cambiato da rosso in granata. La Gazzetta di Puglia indica in alcune cronache di partite degli anni venti il colore delle maglie o uniformi degli audaciani "granata", a volte variando da rosso a granata anche in una stessa stagione. Tutte le fonti a disposizione indicano la squadra come rossa nel biennio 1944-1946.
Nell'infobox in alto a destra, è riprodotta l'uniforme audaciana illustrata dal Fontanelli nel suo testo "I colori del Calcio", riferita almeno al periodo storico 1921-1927.

## Strutture

### Stadi
Come già scritto sopra, l'Audace disputò le sue prime gare interne sulla piazza d'Armi che fiancheggiava le mura dell'Arsenale militare marittimo di Taranto (o "Regio" arsenale); dal 1915 iniziò a utilizzare il Campo Allievi Operai dello stesso arsenale. Dalla stagione 1925-1926 giocò anche nel motovelodromo o Stadio Corvisea, costruito nel 1923 con il sovvenzionamento di alcuni sostenitori e dirigenti della Pro Italia e così chiamato dal quartiere di Taranto Solito-Corvisea, in cui era situato. Dapprima di proprietà proitaliana, il Corvisea passò poi in possesso del club rosso (non è dato sapere quando, di preciso).

## Società
| Periodo            | Presidenti             |
| ------------------ | ---------------------- |
| 1911-191?          | Giovanni Sardella      |
| 1918-1920          | Ettore Panarelli       |
| 1920               | Barenghi               |
| 1920-192?          | Vincenzo Gaeta         |
| 192?-192?          | Ugo Negri              |
| 1923-1925          | avv. Cesare Blandamura |
| 1925-dicembre 1926 | Carlo Natale           |
| dicembre 1926-1927 | Vincenzo Gaeta         |
| 1944-1946          | Silvio Di Palma        |

## Calciatori
Sono qui di seguito riportati i giocatori di lungo corso nell'Audace, o che si sono distinti oggettivamente a livello statistico.
- Giovanni Sardella (1911-1926): principale fondatore del club e attaccante della prima squadra fino al giugno 1926.
- Giuseppe Scotti: fra i soci fondatori, difensore titolare dal 1911 fino alla fusione con la Pro Italia nel 1927.
- Dalmaso (indicato anche come Dal Maso), Russo e il portiere Luigi Coretti: titolari in prima squadra almeno per tutto il sessennio 1921-1927 in Prima Divisione.
- Riccardo Mottola, centrocampista (almeno 1921-1925; 1926-1927).
- Manzoni: apprezzato centravanti e capitano dei rossi almeno nel triennio 1921-24.
- Rossi, centrocampista appartenuto alla prima squadra almeno dal 1921 al giugno 1926.
- Luigi Molinari: attaccante acquistato dalla concittadina Arsenale nell'estate 1945, autore di 15 reti in 10 gare nella Serie C 1945-1946; poi confluito nel Taranto.

## Palmarès

### Altri piazzamenti
- Serie C:

Terzo posto: 1945-1946 (girone E)

## Statistiche e record

### Partecipazione ai campionati
| Livello | Categoria       | Partecipazioni | Debutto   | Ultima stagione |
| ------- | --------------- | -------------- | --------- | --------------- |
| 1º      | Prima Divisione | 5              | 1921-1922 | 1925-1926       |
| 2º      | Prima Divisione | 1              | 1926-1927 | 1926-1927       |
| 3º      | Serie C         | 1              | 1945-1946 | 1945-1946       |

## Rivalità
Oltre che con i tarantini della Pro Italia, gli audaciani erano rivali delle formazioni baresi dell'epoca, l'Ideale e il Liberty (che sfidavano nei campionati di Prima Divisione).